# Ропотуха
Ропоту́ха (укр. Ропотуха) — село в Уманском районе Черкасской области Украины.
Почтовый индекс — 20375. Телефонный код — 4744.

## Население
Население по переписи 2001 года составляло 762 человека.

### Языковой состав
Родной язык населения по данным переписи 2001 года:
| Язык       | Численность, чел. | Доля     |
| ---------- | ----------------- | -------- |
| Украинский | 756               | 99,21 %  |
| Русский    | 6                 | 0,79 %   |
| Итого      | 762               | 100,00 % |

## Местный совет
20375, Черкасская обл., Уманский р-н, с. Ропотуха